# Jan Boven

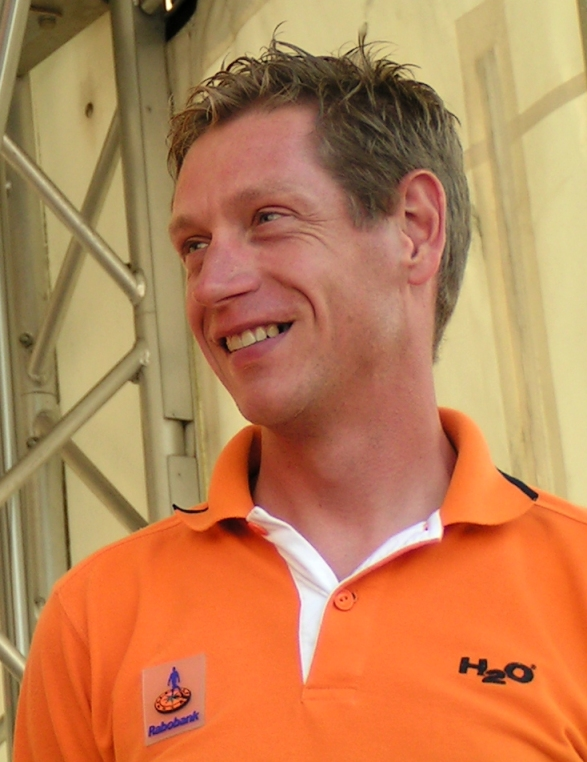
Jan Boven bei der Deutschland Tour 2006 in Düsseldorf

Jan Boven (* 28. Februar 1972 in Delfzijl) ist ein ehemaliger niederländischer Radrennfahrer.
Jan Boven wurde 1996 bei dem niederländischen Radsportteam Rabobank Profi und blieb dort bis zum Ende seiner Radsportlaufbahn. 1996 konnte er eine Etappe der Teleflex Tour für sich entscheiden. Bei seiner einzigen Tour-de-France-Teilnahme 2000 erreichte er das Ziel in Paris nicht. Boven beendete am 16. April 2008 nach dem Scheldeprijs seine Karriere.